# Elecciones al Congreso de los Diputados de noviembre de 2019 (Teruel)
Las elecciones al Congreso de los Diputados de noviembre de 2019 se celebraron en la Provincia de Teruel el domingo 10 de noviembre, como parte de las elecciones generales convocadas por Real Decreto dispuesto el 4 de marzo de 2019 y publicado en el Boletín Oficial del Estado el día siguiente. Se eligieron los 3 diputados del Congreso correspondientes a la circunscripción electoral de Teruel, mediante un sistema proporcional (método d'Hondt) con listas cerradas y un umbral electoral del 3%.

## Resultados
Los comicios depararon 1 escaño al Partido Popular  al Partido Socialista Obrero Español y a Teruel Existe
| Candidatura                                          | Candidatura                                          | Votos   | %      | Escaños |
| ---------------------------------------------------- | ---------------------------------------------------- | ------- | ------ | ------- |
|                                                      | Teruel Existe                                        | 19 761  | 26,80  | 1       |
|                                                      | Partido Socialista Obrero Español (PSOE)             | 18 934  | 25,68  | 1       |
|                                                      | Partido Popular (PP)                                 | 17 520  | 23,76  | 1       |
| Vox (Vox)                                            | Vox (Vox)                                            | 9346    | 12,68  | 0       |
| Unidas Podemos (Podemos-IU-Equo)                     | Unidas Podemos (Podemos-IU-Equo)                     | 3982    | 5,40   | 0       |
| Ciudadanos (Cs)                                      | Ciudadanos (Cs)                                      | 3732    | 5,06   | 0       |
| Partido Animalista Contra el Maltrato Animal (PACMA) | Partido Animalista Contra el Maltrato Animal (PACMA) | 212     | 0,29   | 0       |
| Partido Comunista Obrero Español (PCOE)              | Partido Comunista Obrero Español (PCOE)              | 96      | 0,13   | 0       |
| Partido Comunista de los Pueblos de España (PCPE)    | Partido Comunista de los Pueblos de España (PCPE)    | 45      | 0,06   | 0       |
| Por un Mundo Más Justo (PUM+J)                       | Por un Mundo Más Justo (PUM+J)                       | 35      | 0,05   | 0       |
| Unión de Todos (UDT)                                 | Unión de Todos (UDT)                                 | 26      | 0,04   | 0       |
| PUYALON (PYLN)                                       | PUYALON (PYLN)                                       | 25      | 0,03   | 0       |
| AUNA Comunidad Valenciana (AUNA CV)                  | AUNA Comunidad Valenciana (AUNA CV)                  | 13      | 0,02   | 0       |
| Votos válidos                                        | Votos válidos                                        | 73 727  | 100,00 | 3       |
| Votos nulos                                          | Votos nulos                                          | 531     |        |         |
| Votantes                                             | Votantes                                             | 74 661  |        |         |
| Electores                                            | Electores                                            | 107 467 |        |         |

## Diputados electos
Relación de diputados electos:
| N.º | Nombre                         | Lista | Lista         |
| --- | ------------------------------ | ----- | ------------- |
| 1   | Tomás Guitarte Gimeno          |       | Teruel Existe |
| 2   | Herminio Rufino Sancho Íñiguez |       | PSOE          |
| 3   | José Alberto Herrero Bono      |       | PP            |